# Herenthout
Herenthout est une commune néerlandophone de Belgique située en région flamande dans la province d'Anvers.

## Héraldique
|  | La commune possède des armoiries qui lui ont été octroyées le 6 octobre 1819 et confirmées le 7 décembre 1844. elles ont été attribuées à nouveau le 6 juin 1995. Elles montrent Saint Pierre, le saint patron de la ville. Les couleurs sont les couleurs nationales néerlandaises, qui n’ont pas été modifiées ni après l’indépendance de la Belgique ni en 1995. Saint-Pierre figurait déjà sur les sceaux locaux des XVIe et XVIIe siècles avec une (ou deux) clé(s) dans la main droite et soutenant un petit écu avec les armoiries de la famille Van Herlaar, le plus ancien seigneur connu d'Herenthout. Ces sceaux sont restés en usage jusqu'à la fin du XVIIIe siècle. Les armoiries précédentes ne montraient que Saint-Pierre, les sceaux historiques n'étant plus connus et redécouverts à la fin du XXe siècle. Blasonnement : D'azur, un saint Pierre debout sur un sol flottant, tenant dans sa main droite une clé, entièrement en or, accompagné à gauche d'un bouclier d'or avec une barre de gueules alternativement inclinée. (Traduction libre) Source du blasonnement : Heraldy of the World. |

## Démographie

### Évolution démographique
Graphe de l'évolution de la population de la commune.
- Source : Statbel - Remarque: 1806 jusqu'à 1970=recensement; depuis 1971=nombre d'habitants chaque 1er janvier[2]

## Histoire
Pendant la Grande Guerre,en juillet 1917, beaucoup d'habitants de Bousbecque, village du Nord de la France à 10 km du front situé sur la berge françaide de la Lys entre Menin et Wervik, ont été évacués et accueillis à Herenthout jusqu'à la fin de la guerre.

## Personnalités liées à la commune
- Wim Vandekeybus (1963), danseur et chorégraphe né à Herenthout
- Mitch 'Krepo' Voorspoels (1990), joueur international et caster sur League of Legends.
- Famille van Reynegom de Beuzet, châtelain de « Coensborgh ». Elle arrivait de Laeken où Léopold II avait racheté leur vieux château de Coensbogh pour agrandir le Parc de Laeken.

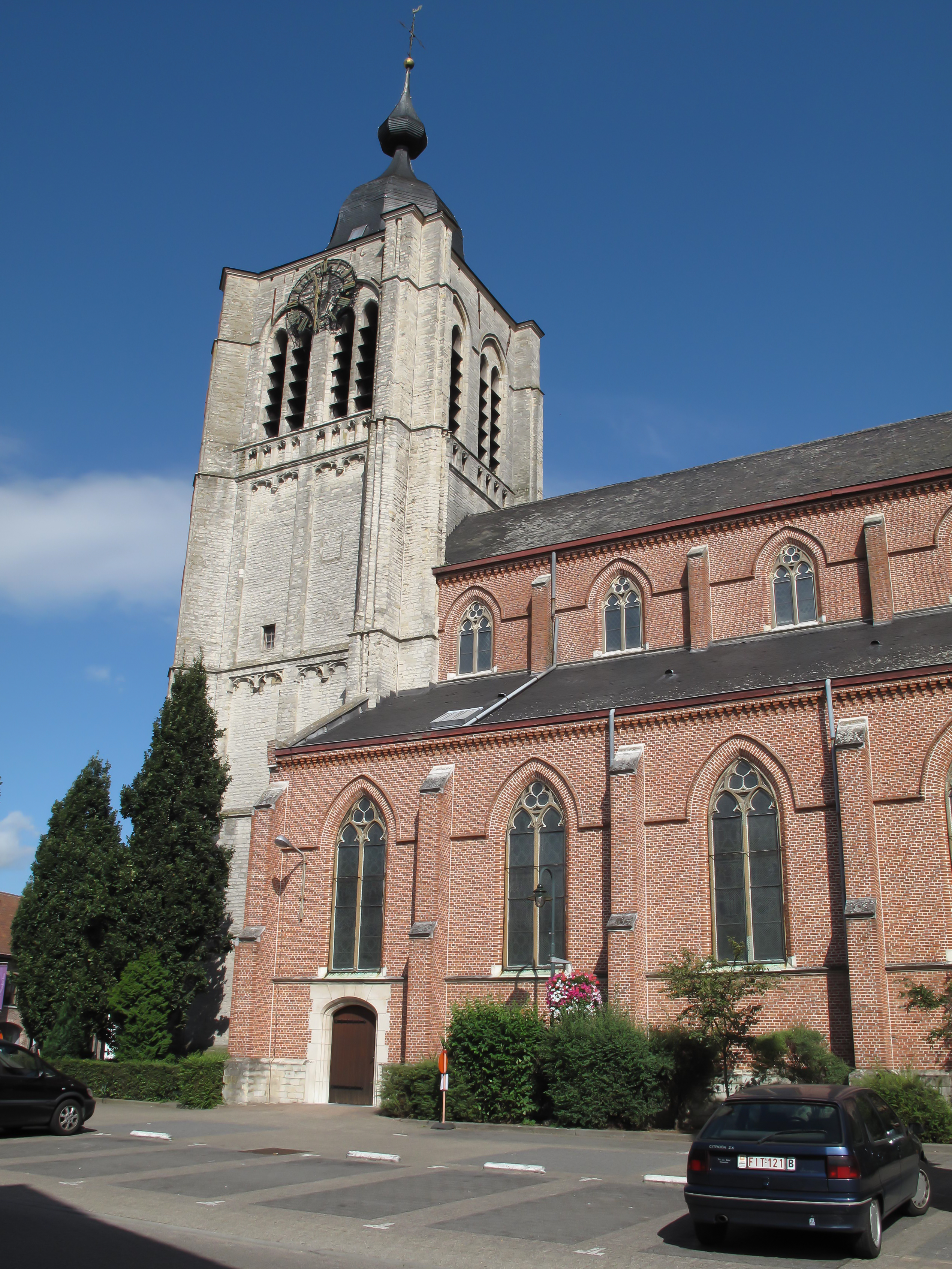
Herenthout, église